# Mîsailivka, Bohuslav
Mîsailivka (în ucraineană Мисайлівка) este localitatea de reședință a comunei Mîsailivka din raionul Bohuslav, regiunea Kiev, Ucraina.

## Demografie
Componența lingvistică a localității Mîsailivka
     Ucraineană (98,95%)
     Alte limbi (1%)
Conform recensământului din 2001, majoritatea populației localității Mîsailivka era vorbitoare de ucraineană (98,95%), existând în minoritate și vorbitori de alte limbi.

## Legături externe
- pl Misajłówka în Dicționarul geografic al Regatului Poloniei și al altor țări slave, volum VI (Malczyce — Netreba) 1885

- pl Misajłówka în Dicționarul geografic al Regatului Poloniei și al altor țări slave, volum XV, p. 2 (Januszpol — Wola Justowska)1902